# 当归酸
当归酸（英語：Angelic acid），又称白芷酸或顺式-2-甲基-2-丁烯酸，为不饱和羧酸。 化学式：C5H8O2。大多数伞形科植物均含有当归酸。其为易挥发固体，具有苦味和刺鼻性酸气味。在与无机酸加热下易变成其反式异构体反式-2-甲基-2-丁烯酸（惕格酸），但逆反应很难进行。 其酯称为当归酸酯（英文：angelates），常为草药中的活性物质，用于缓解疼痛、发热、痛风、胃灼热等疾病。

## 发现
当归酸于1842年由德国药剂师Ludwig Andreas Buchner(1813–1897)发现，他在园艺植物欧白芷（又称为天使草，学名：Angelica archangelica）根部中提取到了这种物质，并将其命名为白芷酸或天使酸。

## 植物分布
当归酸可在许多植物根系中发现，特别是伞形科植物，包括欧白芷（学名：Angelica archangelica）、欧前胡（学名： Peucedanum ostruthium）、欧当归（学名： Levisticum officinale） 、麝香阿魏（学名： Ferula moschata）和宽叶脂胶芹（学名： Laserpitium latifolium.），在宽叶脂胶芹中，当归酸存在于名为罗盘草树脂（Silphium）的树脂中。胡萝卜油也同样含有当归酸 。麝香阿魏本身可能并不含有当归酸，可能是在处理过程中某种大分子被分解产生。
当归酸也可以从洋甘菊（英文：Chamomile）花中提取得到，罗马洋甘菊（学名：Chamaemelum nobile）油中85%都是当归酸酯和惕格酸酯，以及异丁基当归酸脂和戊基当归酸酯。
当归酸含量最高的是欧白芷，为0.3%。

## 性质
当归酸为易挥发固体，具有苦味和刺鼻性酸气味。晶体为单斜晶系，在乙醇和热水中快速溶解，但在冷水中溶解缓慢。
当当与硫酸等无机酸进行煮沸40小时、或与碱加热至100 °C、又或者放置25年时，当归酸可完全转变为其反式异构体，但惕各酸转变为当归酸则很难发生，需要紫外线才能推动逆反应发生。13g惕格酸用500瓦的紫外灯照射43天才获得0.36g当归酸。据经验观察，相比于惕格酸，当归酸拥有更低的熔点和更高酸电离常数。
当归酸与氢溴酸和溴反应分别得到一溴戊酸和二溴戊酸，产率为60-70%。用盐酸和氢碘酸则分别得到一氯戊酸和一碘戊酸。当归酸与碱土金属M会形成化学式为M(C5H7O2)2的当归酸盐，为白色水溶性晶体。

## 应用
当归酸与倍半萜醇形成的酯可用作药物。如从蜂斗菜植物中提取的活性化学物质蜂斗菜酯具有缓解疼痛和松弛肌肉的效果。罗马洋甘菊主成分当归酸酯和惕格酸酯被用作镇静剂和滋补品，同时也可用于治疗神经疾病、发热、急性腹痛、胃灼痛、食欲下降、痛风、头痛等疾病。